# Vladimir Sofronitsky
Vladimir Vladimirovich Sofronitsky (hoặc Sofronitzky; tiếng Nga: Владимир Владимирович Софроницкий, Vladimir Sofronitskij; 8 tháng [lịch cũ April 25] 1901 - ngày 29 tháng 8 năm 1961) là một nghệ sĩ dương cầm Nga - Xô Viết, ông được biết đến nhiều nhất với những màn trình diễn bậc thầy các tác phẩm của Alexander Scriabin và Frédéric Chopin. Con gái của ông là nghệ sĩ piano người Canada Viviana Sofronitsky.

## Cuộc đời
Vladimir Sofronitsky sinh ra ở St. Petersburg, cha ông là giáo viên vật lý, mẹ xuất thân từ một gia đình có truyền thống nghệ thuật. Năm 1903, gia đình ông chuyển đến Warsaw, nơi ông bắt đầu học piano với Anna Lebedeva-Getcevich (học trò của Nikolai Rubinstein), và sau đó (khi 9 tuổi) với  Aleksander Michałowski.
Từ năm 1916 đến năm 1921, Sofronitsky theo học ở nhạc viện Petrograd dưới sự dẫn dắt của Leonid Nikolayev, cùng lớp với ông là Dmitri Shostakovich, Maria Yudina và Elena Scriabina, con gái cả của nhà soạn nhạc đã khuất Alexander Scriabin. Ông đã gặp Scriabina vào năm 1917 và kết hôn với cô vào năm 1920. Sofronitsky được nhà soạn nhạc Alexander Glazunov và nhà phê bình âm nhạc Alexander Ossovsky đánh giá là một nghệ sĩ piano xuất sắc.
Buổi biểu diễn solo đầu tiên của ông được tổ chức vào năm 1919. Năm 1928, Sofronitsky thực hiện chuyến lưu diễn tới Paris. Các buổi hòa nhạc của ông được đón nhận nồng nhiệt. Sau đó, Sofronitsky chỉ đến thăm phương Tây một lần khi theo lệnh của Stalin, ông được mời đến biểu diễn tại Hội nghị Potsdam năm 1945.
Sofronitsky giảng dạy tại Nhạc viện Leningrad từ năm 1936 đến năm 1942, sau đó tại Nhạc viện Moscow cho đến khi ông qua đời. Ông đã được trao Giải thưởng Stalin hạng nhất năm 1943 và được công nhận là Nghệ sĩ Danh dự Liên bang Nga năm 1942.
Các buổi biểu diễn piano của Sofronitsky bao gồm các tác phẩm của Scriabin, Chopin, Schubert, Schumann, Liszt, Beethoven, Lyadov, Rachmaninoff, Medtner, Prokofiev và nhiều nhà soạn nhạc khác.

## Giải thưởng và ghi âm
Mặc dù ít được biết đến ở phương Tây, Sofronitsky được đánh giá cao ở quê hương mình. Hai nghệ sĩ piano nổi tiếng  Sviatoslav Richter và Emil Gilels gọi Sofronitsky là một bậc thầy. Trong một lần Sofronitsky say rượu Sofronitsky đã tuyên bố rằng Richter là một thiên tài, còn Richter đã khen ngợi ông và tôn xưng ông như một vị thần. Khi nghe tin Sofronitsky qua đời, Gilels đã nói "nghệ sĩ piano vĩ đại nhất thế giới đã qua đời."
Các bản thu âm của Sofronitsky đã được phát hành bởi các hãng như Arkadia, Arlecchino, Chant du Monde, Denon Classics, Multisonic, Urania, Vista Vera cũng như Philips. Trong tuyển tập Nghệ sĩ piano vĩ đại của thế kỷ 20 của Philips có các bản mazurkas và waltz của Chopin trong CD đầu tiên và một số tác phẩm Scriabin huyền thoại của ông trong CD thứ hai, bao gồm cả Sonata thứ 2, thứ 3, thứ 4 và thứ 9 và tác phẩm Vers la flamme. Trong tuyển tập Brilliant Classics  của ông bao gồm các bản ghi âm các tác phẩm của Scriabin, Chopin, Rachmaninoff và nhiều nhà soạn nhạc khác. Với tính cách âm nhạc cá tính và mãnh liệt của mình, Sofronitsky đã để lại dấu ấn đặc biệt trong giới âm nhạc hàn lâm.